# Бернар I д’Астарак
Бернар I (фр. Bernard Ier d’Astarac; р. после 1080, ум. 1142) — граф Астарака.
Младший сын Санша I. Наследовал или отцу, или старшему брату Гильому II.
Ок. 1137 года вместе с сыном Саншем основал цистерцианское аббатство Берду.
В 1130 году восстановил город Симорра, пострадавший от пожара. В том же году или около того вместе с архиепископом Оша (Гильом II д’Андузилль) основал монастырь Булор.
Бернар I упоминается в хартии мая 1141 года, в которой разрешил монахам аббатства Берду выпасать скот на своих землях.
В конце того же года Бернар I передал своему среднему сыну Бернару (с согласия обоих других сыновей) сеньорию Сен-Мартен дю Гот и все владения в диоцезах Бордо и Базас. Вероятно, в том же или следующем году он умер..
Имя первой жены Бернара I не известно. От нёё сыновья:
- Санш II (ум. 1168), граф Астарака
- Бернар II, упом. в 1141 и 1144 гг., наследовал часть отцовских владений (вероятно — без графского титула).

Вторая жена — Лонгебруна (ум. после 1154). Историк Жан де Жорген предполагает, что она была сестрой Боэмона, графа де Пардиак. Это предположение основано на том, что имя сына Бернара I от Лонгебруны, Боэмон, раньше никогда в роду астаракских графов не встречалось.
Дети:
- Боэмон (1140—1183), граф Астарака
- Саварик (упом. 1186). Возможно, что он был сыном Бернара II.